# STS-2
STS-2 est la deuxième mission de la navette spatiale américaine. Comme la première, elle utilise l'orbiteur Columbia. C'est la première fois qu'un engin spatial habité quitte la Terre pour la seconde fois et retourne dans l'espace. À l'origine, cette mission devait servir à rehausser l'orbite de la station spatiale Skylab mais lors du lancement de STS-2, la construction des navettes ayant pris du retard, Skylab n'existait plus, ayant été deux ans plus tôt désorbitée et s'étant désintégrée en rentrant dans l'atmosphère.

## Équipage
- Commandant : Joseph H. Engle (1)  États-Unis
- Pilote : Richard H. Truly (1)  États-Unis

Le chiffre entre parenthèses indique le nombre de vols spatiaux effectués par l'astronaute, STS-2 inclus.
Doublures :
- Commandant : Thomas K. Mattingly  États-Unis
- Pilote : Henry W. Hartsfield  États-Unis

## Paramètres de la mission
- Masse
  - Navette au décollage : 104 647 kg
  - Navette à l'atterrissage : 92 650 kg
  - Palette DFI : 8 517 kg
- Périgée : 222 km
- Apogée : 231 km
- Inclinaison : 38,0°
- Période de révolution : 89,0 min

## Objectifs[1]
Premier essai du bras robotique.
Démontrer une relance sécurisée et un retour en toute sécurité de l'orbiteur et de l'équipage.

## Charge utile
Les charges utiles incluent la palette de test en vol orbital comprenant l'expérience de mesure de la pollution atmosphérique par satellite (MAPS), l'expérience du radiomètre infrarouge multispectral de navette (SMIRR), l'expérience du radar d'imagerie spatiale (SIR-A), et l'Ocean Colour Experiment (OCE). La palette d'instrumentation de vol de développement (DFI), la trousse d'identification du coefficient aérodynamique (ACIP), le moniteur de contamination de l'environnement induit (IECM) et le palettier de 5 395 lb (OSTA-1)[pas clair].

## Déroulement du vol

### Lancement
Le lancement de la navette était prévu le 9 octobre mais il a été reporté lorsqu'un déversement de tétroxyde d'azote s'est produit pendant le chargement du système de contrôle de la réaction directe. Un deuxième lancement, prévu pour le 4 novembre, a été retardé lorsque l'ordinateur de compte à rebours a réclamé une retenue dans le compte en raison d'une lecture apparemment faible des pressions des réservoirs d'oxygène des piles à combustible. Pendant l'arrêt, des pressions d'huile élevées ont été découvertes dans deux des trois groupes auxiliaires de puissance (APU) qui actionnent le système hydraulique. Les boîtes d'engrenages de l'APU devaient être rincées et les filtres remplacés, ce qui obligeait à annuler le lancement. Le 12 novembre, une troisième tentative a été retardée de 2 heures et 49 minutes pour revoir l'état des systèmes.

### Mission
La mission devait durer 5 jours mais à la suite de la défaillance de la pile à combustible no 1, qui s'arrête quelques heures seulement après la mise en orbite, la mission est ramenée à une durée de 54 heures, soit 2 jours. Les deux astronautes testent avec succès le bras RMS (Remote Manipulator System) et ont l'occasion de parler avec le président Reagan, venu à Houston jouer les Capcom. Ils atterrissent sans encombre à la base d'Edwards sur la piste 23, ce qui marque la fin du vol. Malgré le retour avancé des astronautes, 90% des objectifs ont été atteints et les scientifiques ont reçu assez de données pour valider leurs expériences.

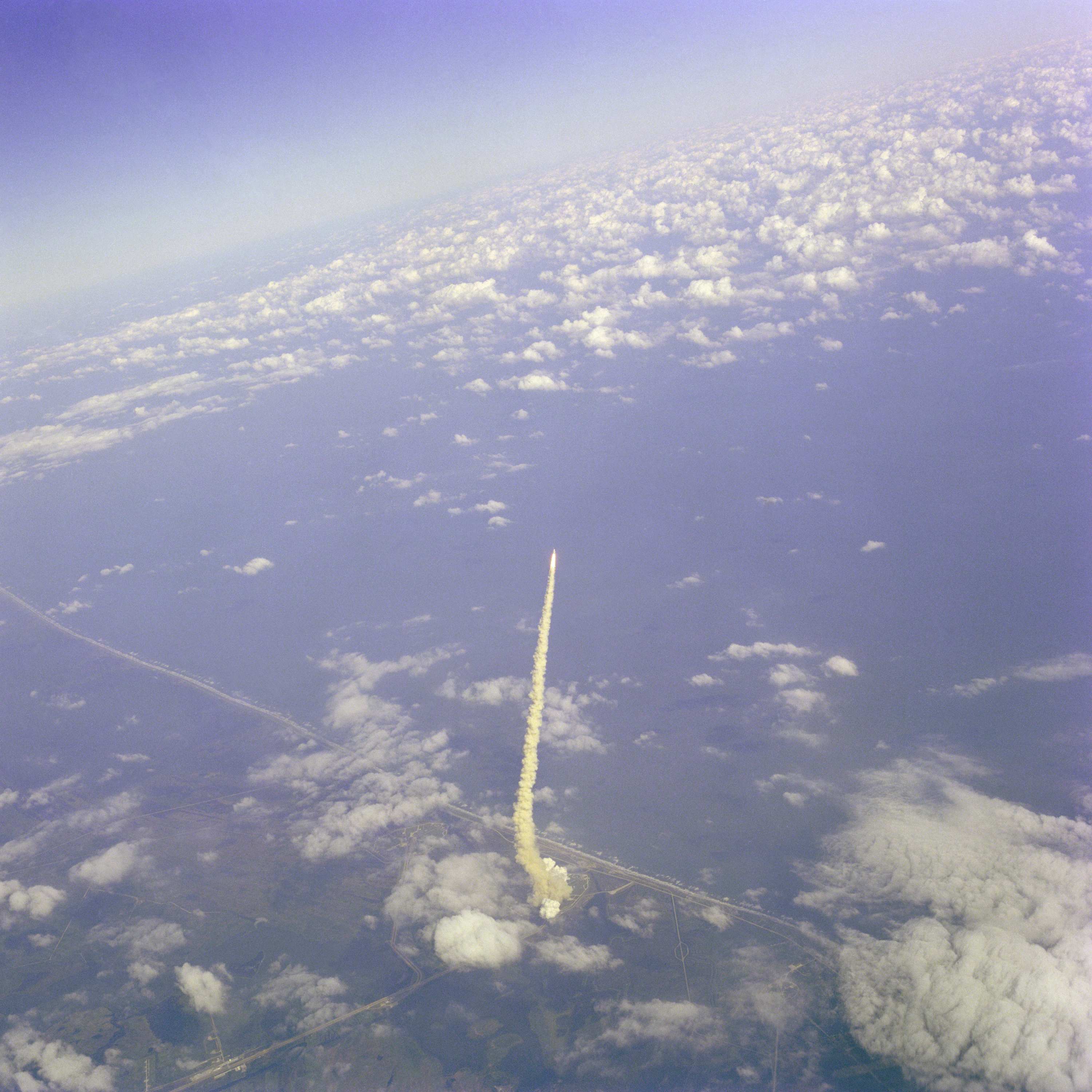
Vue aérienne du lancement de Columbia